# Famous Five (Canada)

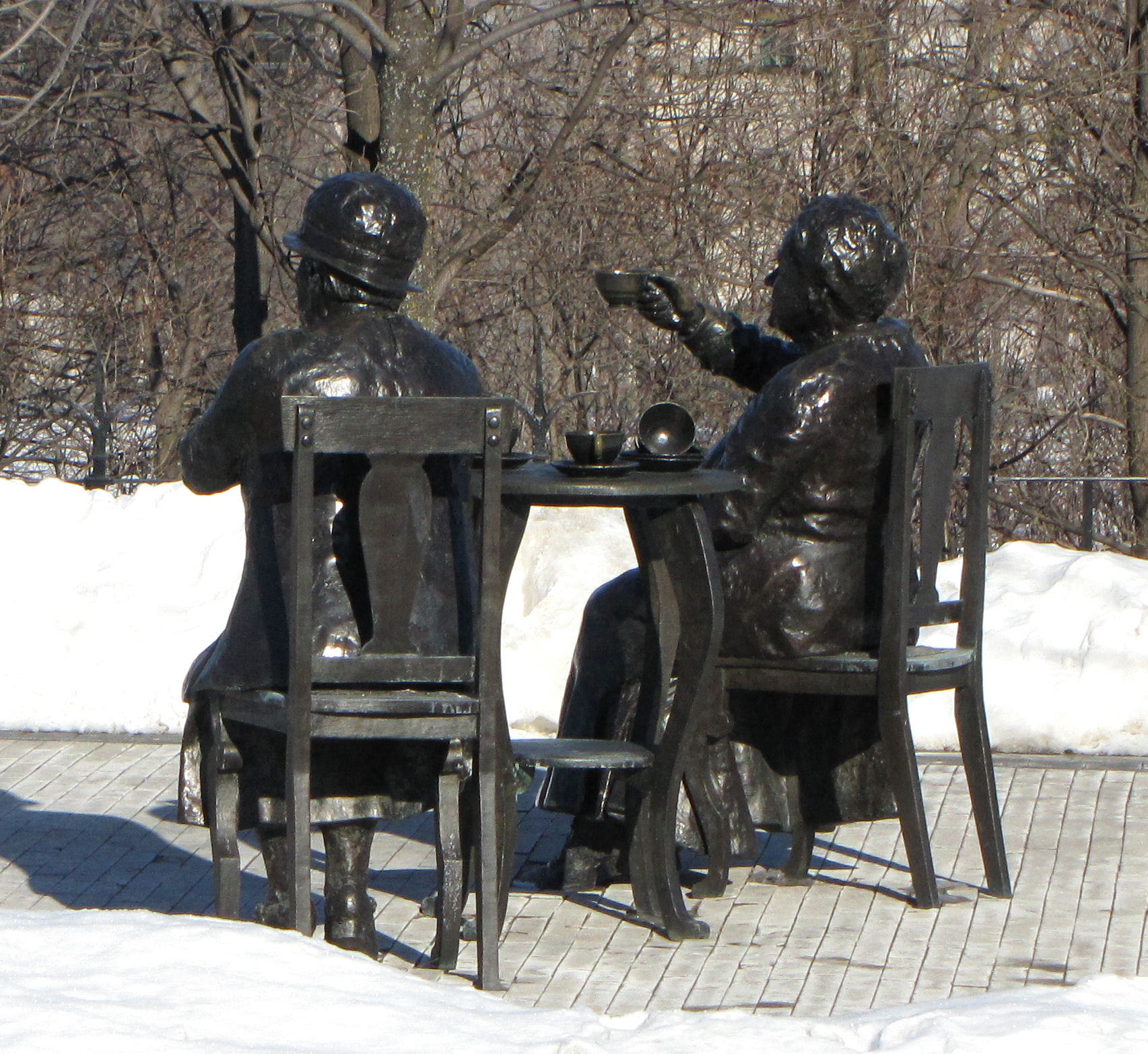
Louise McKinney e Henrietta Muir Edwards. Dettaglio della statua delle Famous Five sulla Collina del Parlamento, Ottawa

The Famous Five o The Valiant Five (in francese: Célèbres cinq) è un gruppo di cinque donne dell'Alberta che, nel 1927, lanciarono una petizione conosciuta come "Persons Case", affinché le donne potessero essere considerate "persone qualificate", idonee a sedere nel Senato. La Corte Suprema del Canada stabilì che non lo erano. Dopo il ricorso fatto al Comitato Giudiziario del British Privy Council, il Comitato ribaltò la sentenza e le donne vinsero la loro battaglia.

## Antefatto
Le cinque attiviste chiesero alla Corte suprema del Canada di rispondere alla domanda "La parola persone nella sezione 24 del British North America Act (il punto principale della Costituzione del Canada) del 1867, include le persone di sesso femminile?" nel caso Edwards v. Canada (conosciuto anche come Persons Case). 
Le cinque donne, Emily Murphy, Irene Marryat Parlby, Nellie Mooney McClung, Louise Crummy McKinney e Henrietta Muir Edwards, scrissero una petizione per porre questa domanda, cercando di ottenere che le donne fossero legalmente considerate "persone" in modo da poter essere elette al Senato. La petizione fu depositata il 27 agosto 1927 e il 24 aprile 1928 la Corte Suprema del Canada con decisione unanime rispose che le donne non erano da considerare "persone".

## La sentenza
All'ultima riga della sentenza canadese si leggeva: per capire se "Le donne sono ammissibili per la nomina al Senato del Canada" la domanda ha una risposta in senso negativo. Questa sentenza fu ribaltata dal Judicial Committee of the Privy Council britannico il 18 ottobre 1929. Il caso divenne poi noto come il "Caso delle persone" (The Persons Case). Anche se le donne canadesi (cittadine bianche, canadesi o britanniche) ebbero diritto al voto in molte province e alle elezioni federali nel 1929, il caso era parte di una campagna per l'uguaglianza politica fatta a livello continentale, sette anni dopo il suffragio femminile negli Stati Uniti attraverso il XIXesimo emendamento della Costituzione degli Stati Uniti. Ebbe quindi importanti implicazioni non solo per i diritti delle donne, ma anche perché con la sentenza a favore dei ricorrenti, il Consiglio privato ha messo in atto un cambiamento nell'approccio giudiziario canadese verso la costituzione canadese, un approccio conosciuto come "la dottrina dell'albero vivente". Alcuni hanno visto questo fatto come un "cambiamento radicale"; altri lo hanno visto come un ripristino della cornice originale dei documenti costituzionali inglesi, tra cui il Bill of Rights del 1689, che usava solo il termine "persona", non il termine "uomo" (o "donna", come in questo caso).

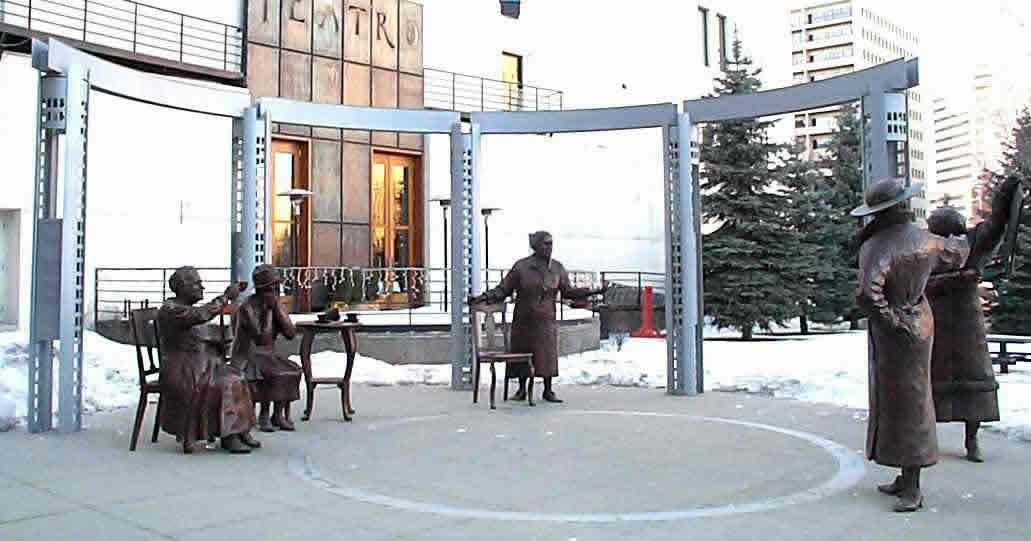
La statua nel centro di Calgary delle Famous Five. Un'altra statua identica è presente sulla Collina del Parlamento a Ottawa

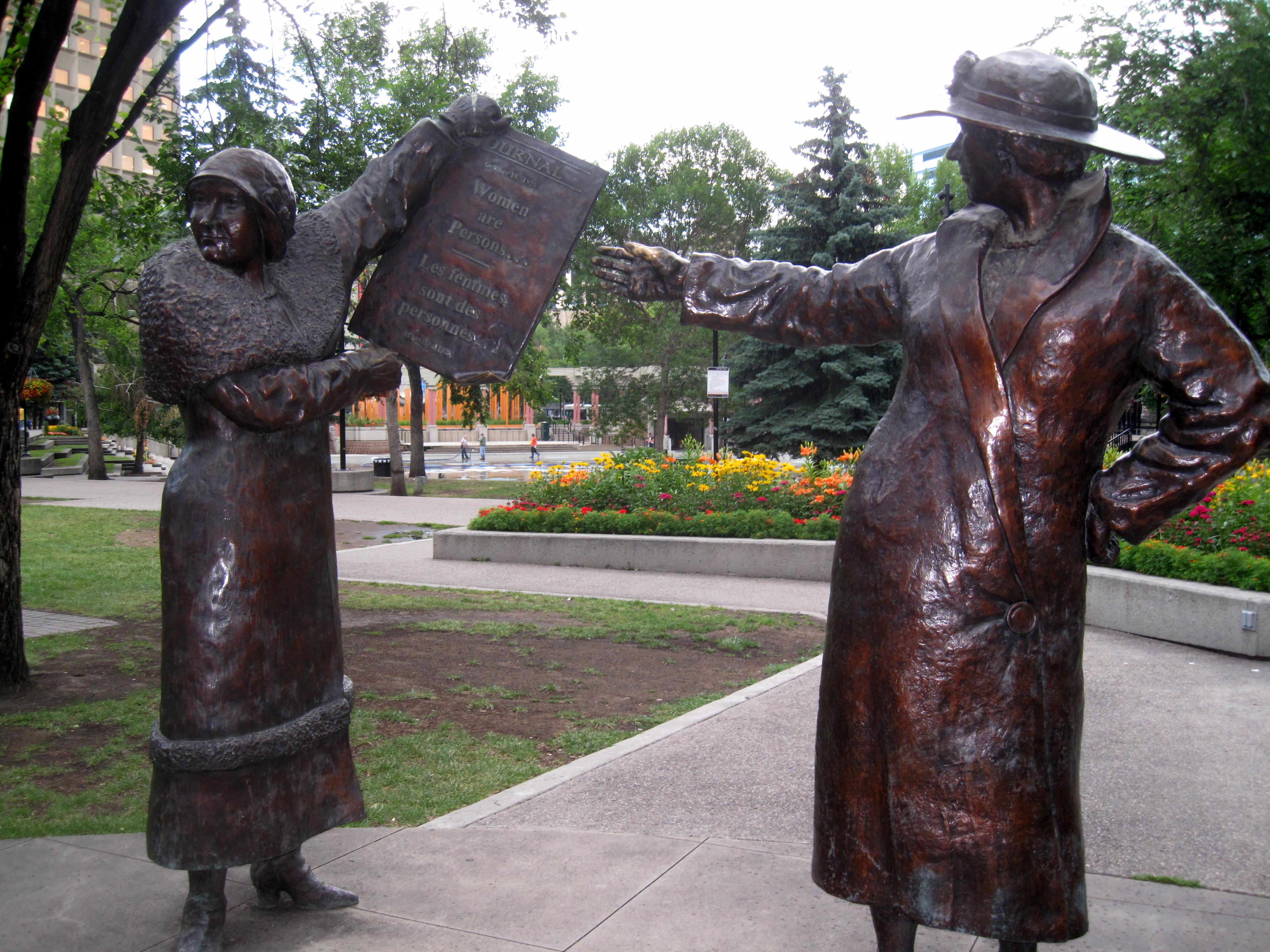
Dettaglio del monumento delle Famous Five nell'Olympic Plaza a Calgary, Alberta, Canada

## Componenti
Le cinque componenti delle Famous Five erano:
- Emily Murphy (1868-1933), prima giudice donna dell'Impero britannico;
- Irene Marryat Parlby (1868-1965), leader delle contadine, attivista politica e la prima donna ministro del governo dell'Alberta, ancora in servizio in tale veste al momento della vicenda giudiziaria;
- Nellie Mooney McClung (1873-1951), suffragetta, autrice e membro dell'Assemblea Legislativa dell'Alberta, 1921-1926;
- Louise Crummy McKinney (1868-1931), prima donna eletta nell'Assemblea Legislativa dell'Alberta, non più in ruolo al momento della causa in tribunale;
- Henrietta Muir Edwards (1849-1931), avvocata per le donne lavoratrici, autrice e fondatrice dell'Ordine Vittoriano degli infermieri.

### Emily Murphy
Emily Murphy si era distinta nel gruppo delle Famous Five per averle portate alla vittoria nel 1929. È stata nominata alla carica di magistrato della Corte minorile di Edmonton nel 1916 e più tardi è diventata il magistrato della Corte delle donne appena creata. Al momento, nessuna donna aveva occupato una posizione di questa importanza e molti uomini avevano obiettato per questo motivo.
Durante la sua carriera di scrittrice, Murphy ha utilizzato lo pseudonimo Janey Canuck. Nel 1922, ha scritto The Black Candle, libro che conteneva le sue convinzioni sulla razza e l'uso di droghe in Canada, fortemente influenzato dalla politica sulle droghe di quel momento. Murphy proveniva da un ambiente privilegiato in cui le donne bianche erano state protette in molte situazioni. Nel 1927 ha guidato la sfida legale conosciuta come la Persons Case.

### Irene Parlby
Nel 1916, Irene Parlby è stata eletta come prima presidente del sindacato delle contadine all'interno di United Farm Women dell'Alberta. Nel 1921 è stata eletta nell'Assemblea Legislativa dell'Alberta, ricevendo un incarico di governo con il sindacato United Farmers e diventando in questo modo la seconda donna dell'Impero britannico ad avere avuto un rango ministeriale. Ha servito come ministro fino alla caduta del governo nel 1935. Parlby ha anche lavorato con la Croce Rossa durante la prima guerra mondiale ed in seguito ha fatto parte del Consiglio dei governatori dell'Università dell'Alberta.

### Nellie McClung
Nellie McClung nella sua vita ha fatto l'insegnante, l'autrice, l'assistente sociale e la politica. Nel 1918 è stata membro del Consiglio di guerra di dominio e l'unica rappresentante donna alla Società delle Nazioni. Ha rappresentato il Canada in occasione del Consiglio ecumenico della chiesa metodista nel 1921 ed è stata la prima donna nel Consiglio dei governatori del Canadian Broadcasting Corporation. Nel 1921, McClung è stata eletta nell'Assemblea Legislativa dell'Alberta a Edmonton per il Partito Liberale. Ha avuto il mandato per una sola legislatura, non essendo rieletta nel 1926. È stata la più popolare portavoce del Political Equality League di Manitoba di cui era membro e ha avuto un ruolo di primo piano nel "Mock parliament" (produzioni artistiche contenenti messaggi politici espliciti organizzate per generare simpatia e raccogliere fondi per il suffragio femminile) tenutosi il 29 gennaio 1914, che ha discusso i voti per gli uomini.

### Louise McKinney
Louise McKinney è stata una delle prime due donne elette in una legislatura nell'Impero britannico. Una dei fondatori di Woman's Christian Temperance Union (WCTU) in Alberta, è stata vice-presidente dell'organizzazione per più di 22 anni a partire dal 1906 e ha frequentato regolarmente gli incontri mondiali del WCTU. Ha firmato l'appello al Consiglio della Corona nel 1929, nel 1931 è diventata presidente dell'WCTU e commissario per il primo Consiglio generale della Chiesa Unita del Canada. In qualità di membro dell'Assemblea Legislativa eletta nel 1917 per rappresentare Claresholm, ha lavorato a misure di assistenza sociale per vedove e immigrati e insieme a Emily Murphy ha contribuito a stabilire la controdote riguardante i diritti di proprietà delle donne nel matrimonio, che ha discusso i voti per gli uomini.

### Henrietta Muir Edwards
Henrietta Muir Edwards, autrice e ricercatrice sui temi delle donne, ha avuto una grande influenza in seno al Consiglio nazionale delle donne nato nel 1890 ed è stata la presidente del Comitato di giurisprudenza nel Consiglio nazionale delle donne per più di 35 anni. Leader della Croce Rossa durante gli anni di guerra, è stata attiva nella riforma carceraria, ha pubblicato e finanziato la prima rivista canadese per le donne lavoratrici e nel 1875 fa fondato la Montreal Working Girls’ Association, come precursore di Young Women’s Christian Association (YWCA) di Montreal per fornire formazione professionale alle donne in difficoltà economica.

## L'eredità

### Senatrici onorarie
Nessuna delle cinque divenne senatrice; la prima senatrice è stata la quebecchese Cairine Reay Wilson, nominata quattro mesi dopo la sentenza. Quasi 80 anni dopo, l'8 ottobre 2009, il Senato ha votato l'assegnazione del titolo di prime "senatrici onorarie" alle cinque donne, dando in questo modo un riconoscimento al gruppo che ha rappresentato un cambiamento radicale nella vita delle donne canadesi.
Si potrebbe anche mettere in discussione il significato globale della decisione, sottolineando che dal 1920 il Senato del Canada era un corpo in gran parte impotente. La più potente Camera dei Comuni del Canada aveva eletto il suo primo membro di sesso femminile (Agnes Macphail) nel 1921, ben prima del Persons Case. Tuttavia, questo precedente ha stabilito il principio che le donne potevano esercitare qualsiasi funzione politica in Canada. Inoltre, le cinque hanno chiaramente dedicato le loro energie per accrescere la partecipazione delle donne negli organi legislativi: tre di loro erano state membri dell'Assemblea legislativa dell'Alberta. 

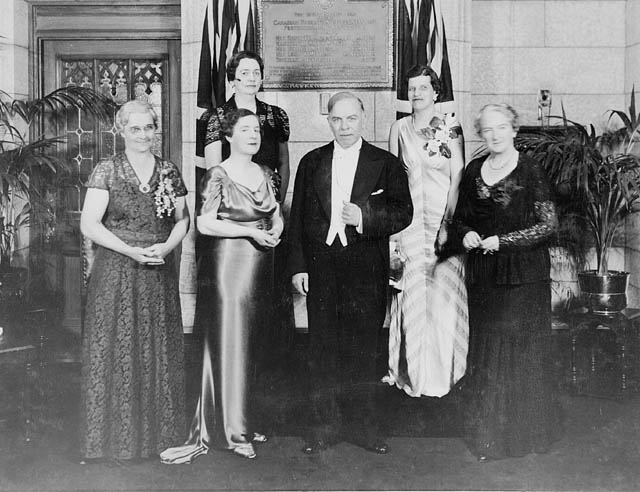
Inaugurazione di una targa commemorativa delle Famous Five, 11 giugno 1938. In prima fila, da sinistra verso destra: Muir Edwards, figlia di Henrietta Muir Edwards; J.C. Kenwood, figlia di Emily Murphy; Mackenzie King; Nellie McClung. Seconda fila, da sinistra verso destra: le senatrici Iva Campbell Fallis e Cairine Wilson

### Opinioni sulle Famous Five
Le opinioni sulle Famous Five variano considerevolmente. Molti le considerano delle apripista per le altre donne. Altri sono invece infastiditi dalle opinioni di alcune delle cinque donne su altre questioni, come l'immigrazione non-bianca e le loro campagne per avere una legislazione eugenetica nelle province canadesi. Emily Murphy non era timida nell'esprimere le sue opinioni e la sua natura schietta aveva la tendenza a darle una reputazione negativa. Ha scritto lettere contenenti le sue opinioni ai capi di polizia, funzionari governativi, agenzie di servizi sociali e funzionari giudiziari con riferimento al traffico di droga e alle possibili risoluzioni. Nellie McClung era conosciuta come la più popolare nel gruppo delle famose cinque per via delle sue cause, incluso il diritto di voto alle donne, il proibizionismo, le donne nella chiesa e le donne nella vita pubblica. Henrietta Muir Edwards è stata descritta come “tenace” per il suo lavoro sul proibizionismo.
Le cinque donne erano attiviste in molte aree della loro ricerca per migliorare le condizioni di donne e bambini. Emily Murphy ha affrontato il problema delle madri single e le questioni di sostegno ai figli, il benessere dei bambini e l'adozione attraverso la lobbying per i diritti delle donne. Nellie McClung ha favorito cure mediche e dentistiche gratis per i bambini nelle scuole, nonché le indennità delle madri e maggiori diritti di proprietà per le donne. Era aperta al divorzio e al controllo delle nascite, ma si era opposta alla vendita e all'uso di alcolici. Louise McKinney credeva fortemente nel “male dell'alcol” e ha spinto alla messa in atto di misure di proibizionismo. Ha sostenuto l'esclusione delle sigarette dai pacchi inviati ai soldati nella prima guerra mondiale nel 1917. Ha sostenuto misure per il benessere sociale e sanitario, nonché l'introduzione di bollette destinate a rendere più efficace il proibizionismo, per migliorare la sorte dei migranti e per una maggiore sicurezza alle vedove. È stata una leader all'interno del movimento responsabile dell'introduzione di una mozione che ha portato alla legge sulla controdote in Canada, il Dower Act. Irene Parlby nella sua posizione di ministro in Alberta ha perseguito gli stessi obiettivi espressi da McKinney. Henrietta Edwards ha lavorato sul diritto di proprietà e ha cercato di proteggere le donne e i bambini.

### Commemorazioni
Le Famous Five sono state commemorato con targhe individuali e di gruppo nel foyer e nell'anticamera del Senato del Canada e con due sculture identiche dell'artista canadese Barbara Paterson, una sulla Collina del Parlamento a Ottawa, l'altra presso l'Olympic Plaza di Calgary. La prima scultura è stata inaugurata il 18 ottobre del 2000 in una cerimonia pubblica con la partecipazione di cantanti francesi e inglesi, ballerini Inuit e gli interventi del governatore generale Adrienne Clarkson e del primo ministro Jean Chrétien. Un'altra scultura delle Famous Five realizzata dalla scultrice Helen Granger Young si trova a Winnipeg nel Manitoba. Commissionato dalla Fondazione Nellie McClung, è stata presentata in una cerimonia il 18 giugno 2010.
La città di Edmonton ha nominato un parco nella sua Valle dei Parchi per ognuna delle "Famous Five".
Tra i vari successi di Murphy quello di diventare il primo presidente del Federated Women's Institute del Canada e vice-presidente del National Council of Women e del Social Service Council del Canada. Ha ricevuto numerose onorificenze per il lavoro svolto durante la vita tra le quali la decorazione Lady of Grace dell'Ordine di San Giovanni di Gerusalemme ricevuta dal re Giorgio V.
Irene Parlby è stata premiata nel 1935 nella sessione primaverile dell'Università dell'Alberta con il grado onorario di Legum Doctor. Tributi in onore di Henrietta Edwards possono essere trovati su una targa alla Camera del Senato di Ottawa e un'altra presso l'ufficio postale di Fort Macleod. Nellie McClung ha parlato a Calgary dopo la morte di Edwards affermando che "chi per 40 anni ha promulgato leggi per il Consiglio nazionale delle donne" non va dimenticato.
Insieme con Thérèse Casgrain, le cinque sono state commemorate nel 2001 con il biglietto da cinquanta dollari dalla Journey Series di Canada. Nel dicembre 2011, la Banca del Canada ha annunciato che le Famous Five non sarebbero comparse sulla banconota da 50 dollari della serie Frontier che ha emesso nel 2012.
Questi riconoscimenti sono stati un cambiamento epocale che ha dato più potere alle donne. Per onorare il gruppo delle cinque e continuare a coinvolgere le donne in ruoli di leadership in Canada, Frances Wright e altri hanno fondato l'organizzazione non-profit Famous Five Foundation il 18 ottobre 1996, nel 70º anniversario della decisione del Comitato giudiziario del Consiglio privato.